# Giovanni Girgenti (scrittore)
Giovanni Girgenti (Bagheria, 1º gennaio 1897 – Palermo, 8 novembre 1979) è stato uno scrittore, drammaturgo e traduttore in lingua siciliana italiano.

## L'opera
Si dedicò alla scrittura di novelle, opere teatrali e poesie. La sua fama è però soprattutto legata alle numerose traduzioni in siciliano delle opere di grandi autori sia latini sia italiani, come ad esempio Virgilio e Dante Alighieri.

## Opere

### Teatro
- Teatro Siciliano, Palermo, Tumminelli, 1959.

### Poesia
- Scampuli e ritagghieddi, Palermo, Tumminelli, 1971.

### Traduzioni
- La Divina Commedia in terzine siciliane, Palermo, Tumminelli, 1954.
- Eneide in Versi Endecasillabi Siciliani, Palermo, Tumminelli, 1971.

### Altre opere
- Vocabolario Siciliano - Italiano per categorie con appendice lessicale, Palermo, Tumminelli, 1970.

| Controllo di autorità | SBN PALV019909 |